# Gli assassini della memoria: saggi sul revisionismo e la Shoah
Gli assassini della memoria: saggi sul revisionismo e la Shoah (Les assassins de la mémoire : un Eichmann de papier et autres essais sur le revisionnisme) è un saggio storico di Pierre Vidal-Naquet pubblicato in Italia dall'editore Editori Riuniti nel 1993 e dall'editore Viella nel 2008.

## Contenuto dell'opera
(Pierre Vidal-Naquet)
Lo studio pone una domanda Chi sono gli assassini della memoria?
Analizza i meccanismi attraverso i quali i negazionisti attuano la manipolazione della verità.
La mancanza di prove, fonti o la manipolazione delle stesse, secondo schemi propri della propaganda e della persuasione politica è alla base della negazione, cosa ben diversa rispetto a una corretta ricerca scientifica storica e storiografica.
Il ruolo dello storico che elabora lo studio, con metodo scientifico, dei fatti e degli eventi, con l’analisi di documenti, prove, fonti, messe a confronto,  contestualizzate nella loro epoca diviene così fondamentale per la più corretta comprensione di fatti e avvenimenti storici.